# Cluster Bomb Unit
Cluster Bomb Unit ist eine deutsche Crust-Punk- und D-Beat-Band. Sie gilt als eine der längsten aktiven Bands in diesem Genre. Internationale Bekanntheit erlangte sie durch ausgedehnte Südostasien-Touren, vor allem in den Anfangszeiten der Entstehung der Szene.

## Geschichte
Gegründet wurde die Band 1989. Die Gründungsmitglieder Oliver Barth und Werner Nötzel sind seitdem in der Band aktiv. Cluster Bomb Unit konnten schon früh auf sich aufmerksam machen, da sie international aktiv an dem gerade aufkommenden Crust Punk beteiligt waren. Schon früh gab es Kooperationen mit auch heute noch bekannten Größen der Szene. Oliver Barth begleitete seine und andere Szenebands schon sehr früh mit der Kamera und so sind viele Zeugnisse aus dieser Zeit direkt auf seine Bemühungen zurückzuführen. Dieses Engagement trug auch zu einem bedeutenden Teil zur Popularität der Band bei.

## Diskografie
Alben
- 2000: Live in Niigata (Japan) (CD-R)
- 2001: Die Stationen von Cluster Bomb Unit (LP)
- 2023: Abgesang (LP)

Singles
- 1993: Resist / Cluster Bomb Unit (7", EP)
- 1994: End The War Now (7", EP)
- 1995: Opfer (7", EP)
- 1995: Disclose / Cluster Bomb Unit - War of Aggression / Cluster Bomb Unit (7", Split EP)
- 1996: Realität
- 1996: Cluster Bomb Unit - Fotografieren Verboten (10")
- 1997: Greetings from U.S.A. (7", EP)
- 1999: ... And the Dirty Little Weapons (7", EP)
- 2000: Distortorama (7", EP)
- 2002: CBU / Raagg - Cluster Bomb Unit / Raagg (7", Split EP)
- 2003: Last Band Standing (7", EP)
- 2013: Heute wie Morgen wie Gestern (7", EP)
- 2021: Raw Punk Kommando (7", EP)
- 2023: Abgesang (12", LP)

Kompilationen
- 1999: Demisor / Cluster Bomb Unit - Split Live Tape (Kassette, Ltd, Num)
- 2001: To Russia with Love (Kassette)
- 2005: You Can Not Kill a Master at Night (CD)
- 2006: Stumpf ist Trumpf (CD)
- 6XEP unknown
- Deadly Harvest (Kassette)

DVDs
- 2008: Punk im Dschungel (Pang Nat Det)